# Atropo (sous-marin, 1938)
Pour les articles homonymes, voir Atropo.
Le Atropo est un sous-marin mouilleur de mines italien de la classe Foca construit à la fin des années 1930 pour la Marine royale italienne. 

## Conception et description
Les sous-marins de la classe Foca étaient des versions améliorées du précédent Pietro Micca. Ils déplaçaient 1 326 tonnes en surface et 1 651 tonnes en immersion. Les sous-marins mesuraient 82,85 mètres de long, avaient une largeur de 7,17 mètres et un tirant d'eau de 5,2 mètres. Ils avaient une profondeur de plongée opérationnelle de 90 mètres. Leur équipage comptait 60 officiers et hommes.
Pour la navigation de surface, les sous-marins étaient propulsés par deux moteurs diesel de 1 440 chevaux (1 074 kW), chacun entraînant un arbre d'hélice. En immersion, chaque hélice était entraînée par un moteur électrique de 625 chevaux-vapeur (466 kW). Ils pouvaient atteindre 15,2 nœuds (28,2 km/h) en surface et 7,4 nœuds (13,7 km/h) sous l'eau. En surface, la classe Foca avait une autonomie de 7 800 milles nautiques (14 400 km) à 8 nœuds (15 km/h), en immersion, elle avait une autonomie de 120 milles nautiques (220 km) à 7 nœuds (13 km/h).
Les sous-marins étaient armés de six tubes lance-torpilles internes de 53,3 centimètres (21,0 pouces), quatre à l'avant et deux à l'arrière, pour lesquels ils transportaient huit torpilles. Ils étaient également armés d'un canon de pont de 100 millimètres (4 pouces) calibre L/47 pour le combat en surface. Le canon était initialement monté à l'arrière de la tour de contrôle (kiosque), mais celui-ci a été replacée sur le pont avant plus tard dans la guerre dans les sous-marins survivants et la grande tour de contrôle a été reconstruite en un modèle plus petit. Leur armement anti-aérien consistait en deux paires de mitrailleuses de 13,2 mm. Les Foca transportaient un total de 36 mines. Vingt mines étaient stockées dans une chambre centrale, tandis que les 16 autres étaient conservées dans deux lanceurs arrières par lesquelles les mines étaient éjectées.

## Construction et mise en service
Le Atropo est construit par le chantier naval Cantieri navali Tosi di Taranto (Tosi) de Tarente en Italie, et mis sur cale le 10 juillet 1937. Il est lancé le 20 novembre 1938 et est achevé et mis en service le 14 février 1939. Il est commissionné le même jour dans la Regia Marina.

## Histoire du service
En temps de paix, le Atropo a mené des activités de formation.
En juin 1939, il fait un voyage à El Ferrol pour vérifier les conditions de traversée du détroit de Gibraltar.
En raison de ses aménagements pour les mines, il s'est avéré particulièrement adapté aux missions de transport. En effet, le 22 juin 1940 sous le commandement du capitaine de frégate L. Caneschi, il part pour une première mission de ce type à destination de Leros. Le 26 juin, en rentrant à sa base, il attaque sans succès avec deux torpilles un sous-marin ennemi au large de l'île d'Amorgós.
Le 29 octobre sous le commandement du capitaine de corvette P. Manca, il pose un champ de 16 mines devant l'île de Zante, au cours de laquelle il a été endommagé par l'explosion de deux de ses propres mines mais a pu rentrer à la base.
C'est de loin le sous-marin italien qui a effectué le plus grand nombre de missions de transport: 23; par exemple, en mai 1941, il a effectué deux missions de ce type avec la destination Derna, tandis que le 17 octobre, il a effectué une mission de transport de carburant à Bastia.
Le 16 novembre 1941, il y a eu quatre morts à bord (deux sous-officiers, un sous-chef et un marin).
Le 19 octobre 1940, il est attaqué à la bombe et mitraillé par un avion Bristol Blenheim, mais parvient à le repousser en l'endommageant.
Au moment de l'armistice du 8 Septembre, il se dirige vers Tarente et de là, il part avec les sous-marins Fratelli Bandiera et Jalea le matin du 12 septembre 1943 pour se rendre aux Alliés à Malte, où il est arrivé le 13 septembre, dans l'après-midi. Puis, il part le 13 octobre en groupe avec 14 autres sous-marins dont son navire-jumeau (sister ship) Zoea pour retourner en Italie,.
Pendant la co-belligérance italienne, il a été utilisé pour des exercices aux Bermudes.
Il a été démoli après la guerre. Elle avait effectué un total de 30 missions de guerre, couvrant un total de 27 884 milles nautiques (51 640 km) en surface et 2 703 milles nautiques (5 005 km) sous l'eau.